# Vadim Milov
Vadim Milov (Ufa, 1º agosto 1972) è uno scacchista svizzero di origine sovietica.
Dopo la dissoluzione dell'Unione Sovietica emigrò in Israele, per poi stabilirsi definitivamente in Svizzera nel 1996.
Grande maestro dal 1994, raggiunse il massimo Elo in luglio 2008, con 2.705 punti (22º della classifica mondiale).

## Principali risultati
- 1999 :  vince l' Australian Open a Brisbane;
- 2001 :  vince l'open di Bratto;
- 2002 :  vince il fortissimo open Aeroflot di Mosca;
- 2003 :  vince i tornei di Losanna, Ashdod, Genova, Santo Domingo e Mérida;
- 2004 :  vince i tornei di Ginevra e Siviglia;
- 2005 :  vince il Corsica Masters (rapid) di Bastia, superando nella finale Viswanathan Anand;
- 2006 :  vince il World Open di Filadelfia; vince a San Marino e a Mérida;
- 2007 :  vince il torneo di Morelia in Messico;
- 2008 :  =1º-8º nella President's Cup di Baku;
- 2009 :  =1º-5º nel Gibraltar Open di Gibilterra.
- 2020 :  vince a Burgdorf (Svizzera) il 19º Burgdorfer Stadthaus-Open a punteggio pieno (5 punti su 5) . [1]